# Castellammarská válka
Castellammarská válka byl krvavý boj o moc v italsko-americké mafii, který se odehrával v New Yorku od února 1930 do 15. dubna 1931 mezi stoupenci Joea „Bosse“ Masserii a stoupenci Salvatora Maranzana. Válka byla pojmenována podle sicilského města Castellammare del Golfo, Maranzanova rodiště. Maranzanova frakce zvítězila a rozdělila newyorské zločinecké rodiny do tzv. Pěti rodin (angl. Five families). Maranzano se prohlásil za capo di tutti capi („šéfa všech šéfů“). Maranzano byl však v září 1931 zavražděn na příkaz Luckyho Luciana, který vytvořil schéma sdílení moci zřízením tzv. Komise, skupiny mafiánských rodin stejného postavení, s cílem vyhnout se podobným válkám v budoucnu. 